# توماس آينفالر
توماس آينفالر (بالألمانية: Thomas Einwaller)‏ (مواليد 25 أبريل 1977) حكم كرة قدم نمساوي . قرر الاتحاد الدولي لكرة القدم اعتماده حكما دوليا في سنة 2005 .

## روابط خارجية
- توماس آينفالر على موقع Soccerway.com (الإنجليزية)